# 集宁师范学院
集宁师范学院，简称集宁师院，是中华人民共和国的一所全日制本科公办省属普通高等学校，位于内蒙古自治区乌兰察布市集宁区。

## 历史
乌兰察布近现代师范教育可以追溯到1931年成立的绥远省立第二师范学校。1958年，国务院批准成立乌兰察布盟师范专科学校；1976年，自治区人民政府批准恢复乌盟师范学校。1977年恢复高考后，开始招收大专班。1978年，大专班单独办学。1985年，自治区人民政府批准在乌盟师范大专班的基础上建立乌兰察布师范专科学校。1995年，更名为集宁师范高等专科学校。2000年，乌兰察布盟师范学校和乌兰察布盟蒙古族师范学校并入集宁师范高等专科学校。2009年，教育部批准在集宁师范高等专科学校的基础上建立集宁师范学院。2013年，学校获得学士学位授予权。2017年，学校被自治区人民政府正式列为全区整体转型发展试点学校。

## 现状
学校现有三个校区，总占地面积120.23万平方米，总建筑面积 35.73万平方米。教学科研仪器设备总值1.64亿元。图书馆纸质藏书133.37万册，电子图书80.6万册。设有附属实验中学、小学、幼儿园各1所。现有全日制在校生11604人，其中,本科生8622人，少数民族学生2105人。在职教职工862人，其中317人具有高级职称，436人具有硕博学位，自治区有突出贡献的中青年专家1人，自治区级教学名师6人，自治区级教坛新秀5人。
学校设有17个二级学院，开设37个本科专业，现有自治区级品牌专业11个，自治区级精品课程15门，自治区级教学团队6个。已建成自治区教育厅重点实验室培育项目1个、自治区级重点实验室1个、自治区级院士专家工作站1个、自治区级协同创新中心核心成员单位1个、自治区级实验教学示范中心2个、地级协同创新中心1个、校级科研院所23个、校级重点实验室2个、校级人文社科基地2个、校级协同创新中心2个，初步形成了区、地、校多层次科研创新体系。

## 院系专业
- 教育科学学院

- 文学院

- 蒙古学学院

- 政法与历史文化学院

- 经济与管理学院

- 外国语学院

- 数学学院

- 物理学院

- 化学与化工学院

- 生命科学学院

- 计算机学院

- 音乐学院

- 体育学院

- 美术学院

- 现代服务学院

- 马克思主义学院

- 地理科学学院

## 知名校友
- 刘云山[3]